# II. Károly navarrai király
II. (Gonosz, Rossz) Károly (Évreux, 1332. október 10. –‎ Navarreria, 1387. január 1.) navarrai király, aki 1349-től 1387-ig uralkodott, az Évreux-házból származott. Apja III. Fülöp (1301 – 1343) király, anyja a Capeting-házból származó II. Johanna (1311 – 1349) királynő.

## Élete és uralkodása

### A trónra kerüléstől a cocherel-i csatáig
II. Károly, Navarra egyik leghosszabb ideig uralkodó királya, a „szerencsétlen” XIV. században a nyugat-európai történelem emblematikus szereplői közé tartozott.
Édesanyja halálakor (1349) szilárd királyságot örökölt. A trónra lépése után azonban hamarosan Franciaországba távozott, beavatkozva a százéves háborúval sújtott királyság ügyeibe. Nem tudjuk pontosan, II. Károly elhatározásának mi volt az indoka, valóban a francia királyi korona után nyújtotta-e ki a kezét, de ez nagyon valószínű. II. Károly édesanyja ugyanis X. Lajos (1289 – 1316) királynak volt a leánya; így II. Károly egyenesebb leszármazottja volt a  Capeting-ház utolsó uralkodóinak, mint az 1350 óta uralkodó, II. (Jó) János (1319 – 1364) király, aki a Capeting-ház oldalágából, a Valois-házból származott. Azonban a tényekhez tartoznak a következők is: X. Lajos halála után, amikor az öccse, V. (Hosszú) Fülöp (1293 – 1322) trónra lépett, a rendek az úgynevezett száli törvényre hivatkozva, a korona nőágon történő öröklését kizárták. Másrészt, amikor IV. (Szép) Károly (1294 – 1328) király, X. Lajos és V. Fülöp öccse, halálával a Capeting-ház férfi egyenes-ágon kihalt; és a Valois-házból származó első király, VI. (Szerencsés) Fülöp (1293 – 1350), II. János apja, trónra lépett, akkor II. Károly szülei, VI. Fülöp királyként való elismerésével, a francia trónigényükről lemondtak, és – kárpótlásul – Navarra uralkodói lettek, II. Johanna, illetve III. Fülöp néven.
Bármi motiválta is II. Károlyt, a tény az, hogy 1351-ben Franciaországba távozott, ugyanis apja örököseként a normandiai Évreux grófja is volt. Navarra régensének az öccsét, Lajos (1341 – 1372) infánst jelölte ki, akinek a kiskorúsága idején, Gil García de Yániz (? – ?), Otazu ura, kormányzóként irányította a királyságot. II. Károly hosszú évekig nem is tért vissza Navarrába.
A Francia Királyságba érkező II. Károly először II. János király pártján állt, aki őt Languedoc helytartójává tette. (A két király távoli rokon volt, továbbá II. Károly nővére, Blanka (1331 – 1398), VI. Fülöp második feleségeként, a francia uralkodónak a „mostohaanyja” volt.)  Az uralkodók a családi kapcsolataikat még szorosabbra fűzték: 1352 februárban Navarrai Károly feleségül vette Johannát (1343 – 1373), II. János leányát; a feleség kiskorúsága miatt – természetesen – a házasságot csak jóval később hálták el.
Azonban hamarosan megromlott a francia király és navarrai vejének viszonya, teljesen szembekerültek egymással. II. János kegyence ekkor a „Spanyol Károly” („Charles d' Espagne”) néven emlegetett, Carlos de la Cerda (1326 körül – 1354) volt, aki, mint „Connétable de France”, rendkívül magas tisztséget töltötte be. A feltételezések szerint II. Károly féltékeny volt a kegyencre, de dühöt is táplált vele szemben, ugyanis II. János „Spanyol Károlynak” adományozta Angoulême grófságot, amelynek – a haláláig – II. Károly apja volt az ura. Tény az, hogy 1354. január 8-án, a normandiai L 'Aigle városkában, II. Károly, az öccse, Fülöp (1336 – 1363), Longueville grófja vezette csapattal a kegyencet meggyilkoltatta.
II. János királysága ingatag lábakon állt, ezért, a történtek ellenére, nem vállalkozhatott a navarrai uralkodó elleni fellépésre, és az 1354. február 22-én, Mantes (Mantes-la-Jolie) városában történt találkozásuk, és birtokügyekben kötött megállapodásuk eredményeként, úgy tűnt, após és veje kibékültek. Nem így történt. II. Károly a francia uralkodó ellenfelével, Anglia királyával, a Plantagenêt-házból származó III. Eduárddal (1312 – 1377) kereste a kapcsolatot. II. János – a navarrai uralkodó normandiai intrikáinak „kivédése”, a helyi nemesség megnyerése céljából – a fiát, Károly (1338 – 1380) dauphint, a trónörököst, azaz II. Károly sógorát, 1355. márciusban Normandiába küldte. II. János elképzelése azonban nem vált valóra. A dauphin, II. Károly – és bizalmas tanácsadója, Robert le Coq (1310 körül – 1373), Laon püspöke – hatására, szembe akart fordulni az apja politikájával. II. János, hogy megnyerje a fiát, 1355. decemberben, Normandia hercegévé tette, de ezután is úgy látta, II. Károly befolyása a trónörökösre nem csökken. A francia király részben ezért, részben II. Károly és III. Eduárd közötti esetleges együttműködés megakadályozása végett, 1356. április 5-én, Rouenben, rajtaütött a dauphin, illetve nemesek társaságában lakmározó II. Károlyon, és fogságba vetette a navarrai uralkodót, amelyből csak 1357. novemberben szabadult ki.
Elengedhetetlen a II. Károly kiszabadulásáig történtek vázlatos áttekintése: Az angolok és a franciák közötti, 1355-ben lejárt fegyverszünetet a felek nem hosszabbították meg, kiújultak a százéves háború küzdelmei. Edward of Woodstock (1330 – 1376), III. Eduárd király legidősebb fia, a „Fekete Hercegnek” nevezett walesi herceg, aki kiváló hadvezér volt, már 1355. nyáron partra szállt Guyenne-ben. II. János elhatározta, hogy fellép az angolok rablóhadjáratai ellen. Az angolok és a franciák közötti  ütközetre 1356. szeptember 19-én Poitiers közelében került sor. A „Fekete Herceg” döntő győzelmet aratott, II. János és több francia főnemes az angolok fogságába esett. Károly dauphin, aki a csatateret, az apja felhívására, már az ütközet előtt elhagyta, 1356. szeptember 29-én Párizsba érkezett, és a király képviseletében átvette az államügyek intézését. Forrongó fővárost talált: A leendő harmadik rend, a polgárság, rendkívül elégedetlen volt a pénzromlás, és általában az állam pénzügyeinek az intézése miatt. Vezérük, Étienne Marcel (1302 – 1310 között – 1358), kereskedőtestületi elöljáró volt, aki II. Károly pártjára állt. A dauphin 1356. novemberben el is hagyta a fővárost, ahova 1357. januárban tért vissza. Egész évben tartott a politikai huzavona, míg 1357. októberben Marcel - aki mellé Robert le Coq püspök és egyes nemesek is felsorakoztak - és a dauphin megegyeztek.
1357. november elején – pontosan sohasem tisztázott körülmények között – II. Károly kiszabadult a Cambrai közelében lévő börtönéből, és november 29-én, fegyveresei élén, bevonult Párizsba. A főváros ura gyakorlatilag Marcel volt, a dauphin visszaszorult a Cité-szigeten álló királyi palotába; II. Károly egyébként decemberben elhagyta a fővárost. 1358-ban elszabadultak az indulatok: Marcel hívei és a dauphin hívei közötti összetűzések odavezettek, hogy Marcel hívei, február 22-én, a dauphin szeme láttára, lemészárolták annak két bizalmasát, Jean de Conflanst és Robert de Clermontot. Pár nappal később, február 26-án, II. Károly visszatért a fővárosba. Március 12-én a navarrai uralkodó és a dauphin, úgy tűnik, egyfajta megállapodásra jutottak, mivel II. Károly másnap ismét elhagyta Párizst, és a dauphin, március 14-én, a királyság régensének nyilvánította magát, de Marcelben már nem bízott, és március 25-én Párizst elhagyva, Senlis-be távozott.
1358. májusban, a királyság anarchikus állapota, a jobbágyságra nehezedő terhek miatt, Észak-Franciaországban kirobbant a „jacquerie” néven emlegetett parasztfelkelés. Egyes felkelők kegyetlenkedtek a nemesekkel (nem mintha a nemesek részéről ne fordultak volna elő erőszakosságok), ami az uralkodó rétegnek a felkelőkkel szembeni „összezárását” eredményezte. A felkelők ellen Pikárdiában, az őt támogató nemesek ösztönzésére, II. Károly lépett fel. A felkelők vezére Guillaume Caillet (Callet, Carle) volt, akit az 1358. június 10-én, a Mello (de l'Oise) mellett vívott csata előtt a navarrai király kelepcébe csalt, majd a megnyert ütközet után – a feljegyzések szerint – kegyetlenül kivégeztetett.
Étienne Marcel a fellázadt parasztokat támogatta, de a Párizsba visszatérő II. Károllyal nem romlott meg a kapcsolata, és a navarrai uralkodót, június 15-én, Párizs „kapitányává” nevezte ki. Marcel pályafutása azonban gyorsan hanyatlott. A felkelők pártolása miatt a korábban Marcelt támogató nemesek elfordultak tőle, a nemesség egyre növekvő hányada Károly dauphin oldalára állt, aki Párizs ellen indult. II. Károllyal navarrai katonái és angol zsoldosai is bevonultak Párizsba, fosztogattak, megrendült a közbiztonság, és a város elöljáróinak egy jelentős része is a dauphin oldalára állt. Július 31-én lázadás tört ki, és a Jean Maillard posztós vezette polgárok Étienne Marcelt megölték. II. Károly Saint-Denis-be menekült, Károly dauphin augusztus 2-án bevonult Párizsba.
1359. augusztus 19-én, Pontoise-ban, a magára maradó II. Károly és Károly dauphin békét kötöttek. A navarrai uralkodó megígérte azt, hogy „jó francia” lesz, amit azonban a dauphin kétkedve fogadott, de 1361-ben, átmenetileg, ő és az apja is, megnyugodhattak: II. Károly hazatért Navarrába. Robert le Coq püspök (spanyol nyelvű írással: Roberto de Cosos) is elhagyta Franciaországot, 1362-től a haláláig, 1373-ig, Calahorra püspöke lett.
Még 1360. május 8-án III. Eduárd és II. János megkötötték a brétigny-békét (ratifikálása: Calais, 1360. október 24.); a francia uralkodó kiszabadult a fogságból, hazatért, átvette fiától az ország kormányzását.
II. János 1363-ban döntött a Burgundiai Hercegség örökléséről, amit II. Károly nem fogadott el. Még 1361-ben, utód nélkül, meghalt I. (Rouvres-i) Fülöp (1346 – 1361) herceg, aki az Első (avagy Idősebb) Burgundiai hercegi házból származott, de Capeting-Burgundiai Ház néven is említik ezt dinasztiát, mert az alapító, I. Róbert (1011 körül – 1076) herceg, a Capeting-házból származott. A francia koronára visszaszállt hercegség urává II. János – 1363-ban – a legkisebb élő fiát, Fülöpöt (1342 – 1404), tette; ő II. (Merész) Fülöp, Burgundia hercege, a Második (avagy ifjabb) Burgundiai hercegi háznak a megalapítója, de Valois-Burgundiai Háznak is nevezik ezt a dinasztiát.
II. Károly bejelentette igényét a hercegségre, és a következőkre hivatkozott: Az anyai nagyanyja, Burgundiai Margit (1290 – 1315), az első hercegi házból származott, II. Róbert (1248 körül – 1306) hercegnek, és Franciaországi Ágnesnek (1260 körül – 1325) –  IX. (Szent) Lajos (1214 – 1270) király leányának – volt a gyermeke. II. Fülöp hercegnek az apai nagyanyja, VI. (Szerencsés) Fülöp (1293 – 1350) király első felesége, Burgundiai („Sánta”) Johanna (1293 körül – 1349) hercegné volt, Burgundiai Margitnak a húga.
II. János, amikor az angolok 1360-ban szabadon engedték, túszként Londonban hagyta egyik fiát, I. Lajost (1339 – 1384), Anjou hercegét, aki, 1363-ban, a fogságból megszökött. II. János, lovagiasan, a fia helyett, önként, 1364. januárban, Angliába ment; ebben az évben, április 8-án, Londonban, meghalt. Az utódja legidősebb fia lett, Károly dauphin, ő V. (Bölcs) Károly francia király.
II. Károly mind a koronázást meg akarta akadályozni, mind Burgundiát meg akarta szerezni. Navarrai hadsereg indult Reims, a koronázó város felé. 1364. május 16-án azonban a Cocherel (Houlbec-Cocherel) mellett vívott csatában, V. Károly kiváló hadvezére, Bertrand du Guesclin (1320 körül – 1380), döntő győzelmet aratott a III. Grailly János (1330 körül – 1376), Buch (Pays de Buch) ura által vezérelt navarrai sereg felett. A következő évben, 1365-ben, a Saint-Denisben és Pamplonában aláírt megállapodással, a navarrai király elfogadta azt, hogy Évreux birtokát Montpellier birtoklására cseréli fel.

### A cocherel-i csatától a haláláig
A cocherel-i vereség után II. Károly figyelme Kasztília, a Navarrától délre fekvő spanyol királyság felé fordult: A királyságban már „javában” dúlt az első kasztíliai polgárháborúnak is nevezett, 1351-től 1369-ig tartó véres belviszály. A trónért elkeseredett küzdelmet vívott az Ivreai-Burgundiai házból származó I. Péter (1334 – 1369) király, és házasságon kívül született féltestvére, Henrik (1333, avagy 1334 – 1379), Trastámara grófja. A harcokban V. Károly Henrik grófot támogatta, erre személyes oka is volt: I. Péter, aki, lehet, hogy már bigámistaként, 1353-ban feleségül vette Bourbon Blanka (1339 – 1361) hercegnőt, de a házasságot nem hálta el, sőt a feleségét eltaszította magától, és fogságban tartotta. Amikor 1361-ben a hercegnő meghalt, olyan hírek terjedtek el, hogy I. Péter, avagy az első feleségének is tartott kedvese, María de Padilla (1334 körül – 1361), megmérgeztette. Az elhunyt királyné és V. Károly távoli unokatestvérek voltak. 1365. decemberben, V. Károly felhívására, Bertrand du Guesclin egy sereggel, Henrik gróf támogatására, átkelt a Pireneusokon, a gróf oldalára állt Aragóniai Királyságon keresztül haladt, majd 1366. márciusban bevonult Kasztíliába. Henrik grófot Burgosban – II. Henrik néven – Kasztília királyává koronázták; ő a  Trastámara-ház megalapítója. I. Péter az angolok uralta dél-franciaországi tartományba, Guyenne-be menekült. 1366. szeptemberben, Libourne városában, segítségnyújtásról állapodott meg Edward of Woodstock-al, a „Fekete Herceggel”. Az angol zsoldosok útvonala Navarrán kellett, hogy átvezessen, ezért I. Péter és a herceg érintkezésbe léptek II. Károllyal. I. Péter baszk tartományok átengedését és 20.000 firenzei forintot ígért a navarrai uralkodónak. II. Henrik észlelte a rá leselkedő veszélyt, ő 60.000 firenzei forintot, és Logroño város átengedését ígérte, ha II. Károly őt támogatja, aki meg is ígérte neki a Pireneusok hágóinak a lezárását. A “Fekete Hercegnek” tudomására jutott ez a megállapodás, sereget küldött Navarra ellen. II. Károly ekkor – arra hivatkozva, hogy II. Henrikkel csak látszatból állapodott meg –,“visszatáncolt”, I. Péter pártjára állt, és a “Fekete Herceg” serege, 1367. februárban, akadályoztatás nélkül átkelve a Pireneusokon, Kasztíliába vonult. 1367. április 3-án, Nájera mellett, az úgynevezett második nájerai csatában, a “Fekete Herceg” és I. Péter serege nagy győzelmet aratott II. Henrik és du Guesclin csapatain; II. Henrik el tudott menekülni, du Guesclin azonban a győztesek fogságába esett. I. Péter újra Kasztília ura lett, de már nem sokáig. I. Péter nem fizette ki az angolok teljes zsoldját, akik erőszakoskodtak a helybeliekkel, végül a “Fekete Herceg” – még 1367-ben, ősszel – Kasztíliából visszavonult Guyenne-be. II. Henrik Franciaországba távozott, továbbra is bírta V. Károly támogatását, aki 1368. januárban du Guesclint kiváltotta a fogságból. V. Károly, még 1368. decemberben, új sereggel, Du Guesclint – II. Henrikkel együtt – Kasztíliába küldte. I. Péter uralma összeomlott, 1369. március 14-én, Montielnél vívott csatában, II. Henrik és du Guesclin döntő győzelmet arattak I. Péter felett; pár nappal később fogságba esett elődjét II. Henrik sajátkezűleg leszúrta.
Navarra ekkor nehéz helyzetbe került: Délről II. Henrik királysága, északról V. Károly királysága fogta közre a kis országot, a “Fekete Herceg” visszaszorult Guyenne-be. II. Károly nem tehetett mást, Franciaországba ment, és a Vernonban, 1371. március 21-én megkötött szerződésben, a navarrai uralkodó hűséget fogadott V. Károlynak; ezzel tulajdonképpen lemondott a francia korona iránti esetleges igényeiről. A felek megerősítették az 1365. évi szerződésüket, azaz azt, hogy Montpellier II. Károlyé, V. Károly pedig megkapja II. Károly normandiai birtokait, de V. Károly még továbbra sem juthatott hozzá ezekhez.
Relatíve, legalábbis a korábbi évekhez képest, „csendes” időszak következett, ami 1378-ban végett ért. Úgy tűnik, II. Károly nem kívánt Franciaországból kiszorulni. Még 1377-ben, titokban, felvette a kapcsolatot az új angol királlyal, II. Richárddal (1367 – 1400), a „Fekete Herceg” fiával, III. Eduárd unokájával. II. Károly a normandiai birtokainak megtartását remélte, amelyek, az V. Károllyal kötött megállapodás alapján, már a francia királyt illették, továbbá azt javasolta, hogy közösen támadjanak Franciaországra, és az angol uralkodó házasodjon be a családjába. Mindezekről tudomást szerzett II. Károly sógora, a „Gaston Fébus” néven is emlegetett Gaston III de Foix-Béarn (1331 – 1391), Foix grófja. II. Károly és a gróf, anyagi ügyek miatt, "hadilábon” álltak egymással. Foix grófja, 1378. márciusban, V. Károlyhoz utazott, Párizsba, és a sógorának a terveit felfedte a francia királynak. V. Károly azonnal elfogatta II. Károly ekkor Párizsban tartózkodó kamarását, Jacques de Rue-t (? – 1378). A kamarás – a hivatalos verzió szerint önként, kínvallatás nélkül – azt vallotta, hogy ura szövetkezett az angolokkal, sőt, meg is akarja mérgeztetni a francia királyt. V. Károly rögtön reagált. Egy sereget Normandiába küldött, vezéreik Bertrand du Guesclin és II. Fülöp, Burgundia hercege voltak. A franciák, az ekkor az angolok uralta Cherbourg kivételével, II. Károly minden normandiai birtokát elfoglalták, Évreux-t is, mintegy realizálva az 1365. évi és az 1371. évi megállapodásban foglaltakat. Egy másik francia sereg, I. Lajos, Anjou hercege vezérletével, elfoglalta – a két uralkodó korábbi megállapodásai alapján – a II. Károly birtokolta Montpellier-t; a navarrai uralkodónak semmije sem maradt Franciaországban. Normandiában, Bernay városkában, a franciák elfogták Pierre du Tertre-t (? – 1378), II. Károly tanácsosát, akinél a navarrai uralkodót kompromittáló iratokat találtak. V. Károly, árulás vádjával, 1378. júniusban, Párizsban, mind Jacques de Rue-t, mind Pierre du Tertre-t kivégeztette.
1378. tavasszal Párizsban tartózkodott II. Károly fia, Károly (1361 – 1425) infáns, a navarrai trónörökös. Nem tudjuk pontosan, mi volt párizsi tartózkodásának az oka, illetve a célja; lehetséges, hogy apja tárgyalni küldte a francia királyhoz, talán ellensúlyozni az angolokkal folytatott tárgyalásait. V. Károly az infánst elfogatta, és abból – a források többségének adatai szerint – csak 1380-ban szabadult ki.
1378 nemcsak a franciaországi események miatt volt balszerencsés év II. Károly életében. Az angolokkal való szövetkezés hírére, nyáron, a kasztíliai trónörökös, II. Henrik király fia, János (1358 – 1390) infáns, a franciákkal való szövetség jegyében, egy sereg élén betört Navarrába; II. Károly a Pireneusok északi oldalára menekült, de angol szövetségesei csak csekély segítséget tudtak adni; sőt, 1379 elején, II. Henrik kilátásba helyezte a betörés megismétlését. II. Károlynak nem maradt más választása, és 1379. március 31-én, Briones városkában, II. Henrikkel békét kötött, azzal a megalázó feltétellel, hogy „örökre” Kasztília és a franciák szövetségese lesz, az angolok ellenében. A kasztíliaiak által 1378-ban elfoglalt navarrai részek azonban csak az 1386. január 11-én, Estellában megkötött szerződéssel kerültek vissza Navarrához.
II. Károly életének hátralévő éveiben nem történtek érdemleges események, a fővárosból, Pamplonából, eredményesen igazgatta a Navarrai Királyságot.

## Halála
II. Károly 1387. január 1-jén halt meg, amit, a feljegyzések szerint, felettébb különös körülmények előztek meg: Az elájult király orvosa azt javasolta, hogy pálinkába mártott ruhával élesszék fel az uralkodót. A II. Károlyra terített ruha, az ügyetlenkedő szolga kezében, tűzre lobbant, a király két hét elteltével belehalt a súlyos égési sérüléseibe.
II. Károly jelzőit („gonosz”, „rossz”) nem a kortársai aggatták az uralkodóra, hanem egy XVI. században élt navarrai krónikás, Diego Ramírez de Avalos de La Piscina, akinek az egyik ősét II. Károly, árulással vádolva, megbüntette.

## Házassága és gyermekei
II. Károly felesége Valois Johanna (1343 – 1373) királynő volt, II. János francia királynak és az első feleségének, Bonne de Luxembourg királynénak a leánya.
Gyermekeik:
- Mária (1360 körül – 1420 körül) infánsnő, férje: Alfonzo (Alonso) de Ribagorza (1358 körül – 1422 /1425?/) herceg.
- Károly (1361 – 1425) infáns, aki III. Károly néven az apja utóda lett, felesége: Kasztíliai Eleonóra (1362? – 1416) infánsnő.
- Bona (1364 – 1389, vagy utána) infánsnő.
- Péter (1366 körül – 1412) infáns, Mortain grófja, felesége: Catherine d’Alençon (1396 előtt – 1462) grófnő.
- Fülöp (1368 – fiatalon meghalt) infáns.
- Johanna (1370 – 1437) infánsnő, első férje: V. János (1339 – 1399), Bretagne hercege (Capeting-ház Dreux-ága), akinek a harmadik felesége volt; második férje: IV. Henrik (1367 – 1413) angol király (Lancaster-ház), akinek a második felesége volt.
- Blanka (1372 – 1385) infánsnő.

II. Károlynak házasságon kívüli kapcsolatból, édesanyjuk Catalina de Lizaso (? – ? ), született gyermekei:
- Leonel de Navarra (1378 – 1413 ), Muruzábal első várgrófja, a Navarra-család őse.
- Johanna (? – 1413) infánsnő.